# Chatham (Wirginia)
Chatham – miasto w Stanach Zjednoczonych, w stanie Wirginia, stolica hrabstwa Pittsylvania. W 2000 r. miasto to zamieszkiwało 1 338 osób.